# Велопунець
Велопунець (пол. Wielopuniec) — потік в Україні, у Жидачівському й Калуському районах Львівської та Івано-Франківська областей. Ліва притока Болохівки (басейн Дністра).

## Опис
Довжина потоку приблизно 9,09 км, найкоротша відстань між витоком і гирлом — 8,20 км, коефіцієнт звивистості потоку — 1,11. Формуються загатами та багатьма безіменними струмками.

## Розташування
Бере початок на південно-східних схилах безіменної гори (372,7 м) у листяному лісі (урочище Бучина). Тече переважно на південний схід через села Кулинка та Іванкова і впадає у річку Болохівку, ліву притоку Сівки. На лівому березі розташована велика свиноферма, яка спричиняла забруднення потоку.